# Brunettia vivax
Brunettia vivax és una espècie d'insecte dípter pertanyent a la família dels psicòdids que es troba a Austràlia: Austràlia Meridional.